# Andrea Vasella
Andrea Thaddäus Vasella (* 29. April 1943 in Freiburg, Schweiz) ist ein Schweizer Chemiker. Er war von 1993 bis 2008 Professor für Organische Chemie an der ETH Zürich. Vereinzelt werden von ihm heute noch (Stand Februar 2017) Vorlesungen in der Organischen Chemie an der ETH Zürich gehalten.

## Leben
Andrea Vasella studierte Chemie und Biologie an der Universität Freiburg und schloss 1966 mit dem Lizentiat (lic. rer. nat.) ab. Danach absolvierte er ein Industriepraktikum bei Hoffmann-La Roche in Basel. 1971 erwarb er das Doktorat an der ETH Zürich. Studienaufenthalte führten ihn zu Jack Baldwin ans King’s College London und ans Massachusetts Institute of Technology (MIT) sowie zu Robert B. Woodward an die Harvard University.
1974 kehrte er an die ETH zurück. 1977 wurde er Assistenzprofessor an der Universität Freiburg und ausserordentlicher Professor an der Universität Zürich. Dort wurde er 1988 zum ordentlichen Professor ernannt. Von 1987 bis 1989 leitete er das Organisch-chemische Institut der Universität Zürich (OCI). Von 1993 bis 2008 war er Professor für organische Chemie an der ETH Zürich. Seine Begeisterung für die Chemie hat jedoch auch in der Pension nicht nachgelassen, weshalb er auch nach 2008 als Dozent in Vorlesungen an der ETH Zürich anzutreffen ist.
Sein Vater war der Historiker Oskar Vasella, sein jüngerer Bruder ist der frühere Novartis-Chef Daniel Vasella.

## Auszeichnungen
- Kern-Medaille
- Werner-Medaille
- Roy L. Whistler Award (1992)
- Honorary Member of the Indian Society for Chemical Research
- Honorary Degree of the INSERM, Rouen
- Haworth Memorial Lecture and Medal of the RSC